# 长沙景岑
长沙景岑（788年—868年），号招贤，谥号招贤大师，中国唐朝时期的禅僧。

## 生平
788年，长沙景岑出生。幼年时期出家，师从南泉普愿。后来在湖南岳阳洞庭湖长沙山宣扬佛法，被人誉为“长沙和尚”。868年圆寂。

## 代表作
示僧偈：
|  | 百尺竿头不动人， 虽然得入未为真。 百尺竿头须进步， 十方世界是全身。 |